# HMS Easton (L09)
Le HMS Easton (pennant number L09) est un destroyer d'escorte de classe Hunt de type III construit pour la Royal Navy, pendant la Seconde Guerre mondiale

## Construction
Le Easton est commandé le 28 juillet 1940 dans le cadre du programme d'urgence de la guerre de 1940 pour le chantier naval de J. Samuel White & Co. de Cowes sur l'Ile de Wight en Angleterre. La pose de la quille est effectuée le 25 mars 1941, le Easton est lancé le 11 juillet 1942 et mis en service le 7 décembre 1942.
Il est parrainé par la communauté civile de Deben et Woodbridge dans le Suffolk pendant la campagne nationale du Warship Week (semaine des navires de guerre) en mars 1942.
Les navires de classe Hunt sont censés répondre au besoin de la Royal Navy d'avoir un grand nombre de petits navires de type destroyer capables à la fois d'escorter des convois et d'opérer avec la flotte. Les Hunt de type III se distinguent des navires précédents type I et II par l'ajout de 2 tubes lance-torpilles au milieu du navire. Pour compenser le poids des tubes lance-torpilles, seuls 2 supports de canons jumeaux de 4 pouces ont été installés, le canon en position "Y" a été retiré, le projecteur étant déplacé vers le pont arrière de l'abri en conséquence. Les Hunt de type III pouvaient être facilement identifiés car ils avaient une cheminée droite avec un sommet incliné et le mât n'avait pas de râteau. Quatorze d'entre eux ont vu leurs ailerons stabilisateurs retirés (ou non installés en premier lieu) et l'espace utilisé pour le mazout supplémentaire.
Le Hunt type III (comme le type II) mesure 80,54 m de longueur entre perpendiculaires et 85,34 m de longueur hors-tout. Le Maître-bau du navire mesure 9,60 m et le tirant d'eau est de 3,51 m. Le déplacement est de 1070 t standard et de 1510 t à pleine charge.
Deux chaudières Admiralty produisant de la vapeur à 2100 kPa (21 bar) et à 327 °C alimentent des turbines à vapeur à engrenages simples Parsons qui entraînent deux arbres d'hélices, générant 19 000 chevaux (14 000 kW) à 380 tr/min. Cela donne une vitesse de 27 nœuds (50 km/h) au navire. 281 t de carburant sont transportés, ce qui donne un rayon d'action nominale de 2 560 milles marins (4 740 km) (bien qu'en service, son rayon d'action tombe à 1 550 milles marins (2 870 km)).
L'armement principal du navire est de quatre canons de 4 pouces QF Mk XVI (102 mm) à double usage (anti-navire et anti-aérien) sur trois supports doubles, avec un support avant et deux arrière. Un armement antiaérien rapproché supplémentaire est fourni par une monture avec des canons quadruple de 2 livres "pom-pom" MK.VII et trois  canons Oerlikon de 20 mm Mk. III montés dans les ailes du pont,. Jusqu'à 110 charges de profondeur pouvaient être transportées , avec deux goulottes de charge en profondeur et  quatre lanceurs de charge en profondeur constituent l'armement anti-sous-marin du navire. Le radar de type 291 et de type 285 sont installés, de même qu'une sonar de type 128,. Le navire avait un effectif de 168 officiers et hommes,.

## Histoire

### Seconde guerre mondiale

#### 1943
Après des essais d'acceptation et sa mise en service, le Easton est transféré à Scapa Flow le 12 janvier 1942, où il rejoint la Home Fleet et continue à être entièrement équipé. Sur le chemin, il escorte des convois le long du détroit de Douvres,,.
Le 13 janvier 1943, le Easton rejoint les destroyers Walpole (D41) et Ledbury (L90) avant d’être affecté à Gibraltar dans la 22e Flottille de destroyers, chargé de patrouiller et d’escorter les convois côtiers dans la région de la Méditerranée occidentale et l'Océan Atlantique. La Flottille continue à soutenir les opérations militaires après l'opération Torch, le débarquement allié sur l'Afrique du Nord,,.
Le 17 février, le Easton collabore avec son navire-jumeau Wheatland (L122) pour couler le sous-marin italien Asteria au large de Bougie, en Algérie. Le 20 février, il est sur la route d'Alger et avec ses navires-jumeaux Wheatland, Lamerton (L88) et Bicester (L34) ont pour objectif de chasser les sous-marins ennemis, découverts par les radars côtiers. Finalement, le sous-marin allemand U-443 est coulé par le Wheatland, le Lamerton et le Bicester au large d'Alger trois jours plus tard par des charges de profondeur, à une position géographique de 26° 35′ N, 11° 56′ E. Aucun membre d’équipage de l'U-Boot ne survit. Le 4 mars, il participe à nouveau à la détection du sous-marin U-83 au sud-est de Carthagène, en Espagne. Le U-Boot est ensuite coulé par trois charges de profondeur lancées d’un bombardier britannique Lockheed Hudson (Squadron 500 RAF/V) de la Royal Air Force, à une position géographique de 37° 10′ N, 0° 05′ E. Les 50 membres d'équipage meurent dans cette attaque,.
Au cours du mois de mai, le Easton effectue des patrouilles pour empêcher l’évacuation du retrait de la Légion africaine allemande de la région du Cap Bon, en Tunisie dans le cadre de l'Opération Retribution,,.
En juin , le Easton est mobilisé en vue de l'opération Husky, le débarquement allié en Sicile, en Italie. il se déplace vers la région de la Méditerranée orientale pour escorter les convois afin de concentrer leurs forces , qui est placée dans le Escort Group R à partir du 5 juillet, escortant le convoi MWF36 au départ de Port-Saïd, en Égypte. Il continué à escorter le convoi MWF37 deux jours plus tard. Le 13 juillet, il est affecté à Syracuse pour patrouiller et protéger les plages de l’invasion,,.
Le 23 août, alors qu’il escorte le convoi MKF22, le Easton découvre le signal sonar d'un sous-marin et lance deux charges de profondeur sur le sous-marin allemand U-548 sur la rive sud de Pantelleria, sur le chenal sicilien. En collaboration avec le destroyer grec Pindos (L65), il force le sous-marin à faire surface. Le Easton percute volontairement le U-548, le coulant à une position géographique de 36° 25′ N, 12° 39′ E. Le destroyer lui-même subit de lourds dommages à l'avant et à l'arbre de l’hélice, qui est remorqué jusqu’à Malte par son navire-jumeau Pindos.
Le Easton est temporairement réparé au chantier naval de Malte en septembre, ce qui lui a permis de se déplacer par lui-même avec sa propre propulsion. Le navire se rend à Gibraltar en octobre. Les réparations du chantier naval de Gibraltar durent jusqu’au 9 septembre 1944.

#### 1944 - 1945
Une fois les réparations terminées, le Easton rejoint la 59e Division de destroyers, basée à Malte, le 18 septembre 1944, et prend en charge les patrouilles et les escortes de convois en Méditerranée orientale. Au cours du mois d'octobre, le Easton participe à l’invasion de la mer Egée et attaque les navires allemands transportant des troupes d’évacuation. Le 5 décembre, il bombarde les positions des forces communistes grecques près du Pirée, jusqu’au 9 décembre. Il continue à soutenir les campagnes militaires au large des côtes grecques et albanaises.
En février 1945, le Easton est chargé de retourner dans les eaux intérieures, rejoignant la 21e Flottille de destroyers basée à Sheerness pour des patrouilles et des escortes de convois en mer du Nord. À ce moment-là, l’ennemi intensifie le mouillage de mines par les torpilleurs Schnellboote et par des sous-marins équipés de schnorkel dans les approches sud-ouest. Dans le même temps, comme les bases de la Luftwaffe ont été éliminées sur les côtes allemandes, les convois transatlantiques sont redirigés à travers la Manche pour atteindre les ports de la côte est, et des forces de patrouille et d’escorte sont  ajoutées.
En mai, le Easton est réaménagé à Southampton pour se préparer à être exploité en Extrême-Orient. Cependant, en raison de la fin de la guerre à la suite de la reddition du Japon, il est mis dans la composante réserve après sa révision achevée le 29 octobre.

### Après-guerre
En 1946, le Easton retourne aux opérations avec le 3e groupe d’escorte basé à Portsmouth. Cependant, pendant le service, une série de défauts rend sa disponibilité opérationnelle inacceptable et le navire est retiré du service pour revenir dans la composante réserve le 11 novembre 1947.
Il est destiné à être rééquipé à nouveau en 1949, mais son état structurel est endommagé et s'avére irréalisable, ne pouvant pas être réparé efficacement, de sorte que les travaux sont arrêtés.
Après le désarmement du navire, le Easton est utilisé à des fins de formation à Rosyth en Écosse jusqu’à ce qu’il est mis sur la liste de démolition en 1952. Le navire est vendu à BISCO le 4 décembre et est démantelé par Metal Industries dans le chantier de Charlestown près de Rosyth, le 15 janvier 1953.

### Honneurs de bataille
- ENGLISH CHANNEL 1942
- NORTH AFRICA 1943
- MEDITERRANEAN 1943
- SICILY 1943
- AEGEAN 1943
- NORTH SEA 1945

### Commandement
- Lieutenant (Lt.) (Cdr.) Charles Wickham Malins (RN) du 28 octobre 1942 au 5 octobre 1943
- Lieutenant (Lt.) Cyril Dudgeon Newton (RN) de début 1944 à juin 1944
- Lieutenant (Lt.) Loftus Edward Peyton-Jones (RN) de juin 1944 au 26 juin 1945
- Lieutenant (Lt.) Peter Sydney Wilson (RN) du 26 juin 1945 au 23 décembre 1945